# پروشت گدانسکی
پروشت گدانسکی (به لاتین: Pruszcz Gdański، تلفظ: [ˈpruʂt͡ʂ--ˈɡdaɲskʲi]) یک شهرک در لهستان است که در استان پومرانی واقع شده‌است.

## خصوصیات
پروشت گدانسکی ۱۶٫۴۷ کیلومترمربع مساحت و ۲۶٬۸۳۴ نفر جمعیت دارد.

## خواهرخوانده
شهر هوفهایم ام تانوس خواهرخواندهٔ پروشت گدانسکی هست.